# Juan Alfredo Pinto
Juan Alfredo Pinto (* 2. November 1953 in Girardot) ist ein kolumbianischer Wirtschaftswissenschaftler, Schriftsteller, Diplomat und Hochschullehrer.
Pinto studierte an der Universidad Jorge Tadeo Lozano in Bogotá. Er war Professor für Wirtschaftsstudien an verschiedenen kolumbianischen Universitäten sowie u. a. Präsident der Colombian Association of Small and Medium Industries.  Derzeit ist er Botschafter Kolumbiens in Indien. In seinen Schriften befasst er sich besonders mit Kleinen und mittleren Unternehmen.

## Schriften (Auswahl)
- Mit Juan Ignacio Arango F.: La pequeña y mediana industria en Colombia: situación y perspectivas. Bogotá: Universidad Externado de Colombia, 1986 OCLC 24448444
- Mit Agustín Armando Jiménez Paipa: Pequeña y mediana industria: participación real y desarrollo sostenido. 1991 OCLC 318458339
- Por una economía social y ecológica de mercado en Colombia: desarrollo alternativo, TLC-ALCA, Agenda interna y reformas, desarrollo local, desarrollo organizacional, responsabilidad social. Bogotá: Konrad-Adenauer-Stiftung, 2005. ISBN 958-928557-0